# Ugolino II Novello
Ugolino II Novello era fill de Nallo I Trinci i germà de Corrado II Trinci, i fou fet cavaller per Lluís d'Anjou el 1337; fou gonfanoner de justícia i capità del poble de Foligno des del 1343 i va morir el 1353. Va deixar sis fills: Trincia II Trinci, Corrado III Trinci, Rinaldo (prior de la catedral de Foligno el 1358 i bisbe de la ciutat des del 1363, mort el 1364), Polissena, Ottavia i Giacomuccio (podestà de Montefalco el 1398, pare de Mandredonio, Lucrezia, monja, i Giacomo, monjo que fou rector de Sabínia el 1424, governador de Rieti el 1426, i va tenir fills naturals, mort presoner a Roma el 1442).